# Stefan Vonifat'ev
Stefan Vonifat'ev (in russo Стєпан Вонифатьєв?; 1590 circa – 1656) è stato un religioso russo, confessore personale dello zar Alessio I di Russia dal settembre 1645.

## Biografia
Prima ancora di ricoprire tale ruolo, Vonifat'ev aveva fondato la Confraternita degli Zelatori della Pietà, gruppo religioso che aspirava a riforme rigorose all'interno della Chiesa ortodossa russa, di cui divenne capo e coordinatore. Fecero parte del richiamato circolo, tra gli altri, l'Arciprete Avvakum, Ivan Neronov, Fëdor Rtiščev e l'Arcivescovo di Velikij Novgorod nonché futuro Patriarca Nikon.
In stretti rapporti con lo zar da quando quest'ultimo aveva sedici anni, Vonifat'ev influenzò in modo determinante la politica del sovrano in materia religiosa, guidandone le scelte. Nel 1652, alla morte del Patriarca Iosif, rifiutò la cattedra patriarcale non ritenendosi adatto a tale ruolo.
Dopo l'ascesa di Nikon ai vertici della Chiesa russa e le successive riforme effettuate da quest'ultimo ai libri e agli usi liturgici, Vonifat'ev decise di appoggiare le scelte del nuovo patriarca pur cercando in ogni modo di salvaguardare i membri della Confraternita, come Neronov e Avvakum, che aderirono di fatto alla Chiesa scismatica dei Vecchi Credenti e che avranno del suo operato parole di elogio. Si spense nel 1656.